# Малые Колпаны
Ма́лые Колпа́ны (фин. Pieni Kolppana) — деревня в Гатчинском муниципальном округе Ленинградской области.

## Название
Существуют две версии происхождения топонима «Колпаны»:
- От русского слова колп, что означает «водоплавающая птица»[4]
- От саамского слова колп, означающего песчаную холмистую местность, поросшую растительностью[5]

## История
Впервые упоминается в Писцовой книге Водской пятины 1500 года как село Колпницы в Богородицком Дягиленском погосте Копорского уезда.
Затем как деревня Kolpanitza by в Дягиленском погосте в шведских «Писцовых книгах Ижорской земли» 1618—1623 годов.
Деревня Kolpanets обозначена на карте Ингерманландии А. И. Бергенгейма, составленной по материалам 1676 года.
В 1785 году в Малых Колпанах открылась первая в Ингерманландии финская школа, она была основана великим князем Павлом Петровичем, впоследствии императором Павлом I, для детей крестьян и дворцовой обслуги.
Во второй половине XVIII века в деревне Малое Колпано находилась вторая от Санкт-Петербурга почтовая станция. В 1800 году она была перенесена в Гатчину.
В том же 1800 году на окраине деревни была построена лютеранская церковь святого Петра.
Деревня являлась вотчиной императрицы Марии Фёдоровны из которой в 1806—1807 годах были выставлены ратники Императорского батальона милиции.
На «Топографической карте окрестностей Санкт-Петербурга» Военно-топографического депо Главного штаба 1817 года обозначена деревня Малая Колпина из 30 дворов с кирхой.
Деревня Малое Колпано из 29 дворов упоминается на «Топографической карте окрестностей Санкт-Петербурга» Ф. Ф. Шуберта 1831 года.

МАЛОЕ КОЛПИНО — деревня принадлежит ведомству Гатчинского городового правления, число жителей по ревизии: 93 м. п., 114 ж. п. 

При ней: Лютеранская кирка каменная. (1838 год)

Согласно карте Ф. Ф. Шуберта 1844 года деревня Малое Колпано также насчитывала 29 крестьянских дворов.
На этнографической карте Санкт-Петербургской губернии П. И. Кёппена 1849 года она обозначена как деревня «Kl. Kolpana», расположенная на границе ареалов расселения савакотов и эурямёйсет. В пояснительном тексте к этнографической карте она записана как деревня Klein Kolpana (Малое Колпино) и указано количество её жителей на 1848 год: эурямёйсет — 13 м. п., 11 ж. п.; савакотов — 71 м. п., 76 ж. п.; а так же ижор — 5 м. п., 5 ж. п.; всего 181 человек. Ижоры относились к православному Гатчинскому Госпитальному Павловскому приходу, савакоты и эвремейсы — к лютеранскому приходу Колппана.

КОЛПИНО МАЛОЕ — деревня Гатчинского дворцового правления, по почтовому тракту, число дворов — 29, число душ — 77 м. п. (1856 год)

Согласно «Топографической карте частей Санкт-Петербургской и Выборгской губерний» в 1860 году деревня Малое Колпано опять состояла из 29 дворов.

КОЛПИНО МАЛОЕ — деревня удельная при колодце, число дворов — 33, число жителей: 92 м. п., 121 ж. п.; Церковь евангелическо-лютеранская.

КОЛПИНСКИЙ СЕЛЬСКИЙ ЛАЗАРЕТ — ведомства Воспитательного дома, число дворов — 1, число жителей: 2 м. п., 26 ж. п.; (1862 год)

В 1863 году рядом с кирхой была основана учительская семинария, а в 1879 году открылась публичная финская библиотека. Позже в Малом Колпане появились начальное училище для крестьянских детей.
Согласно карте 1879 года деревня называлась Малое Колпино и состояла из 29 крестьянских дворов. За расположенной в деревне Киркой Колпинской числилось 2 двора. В деревне находился «Сельский Лазарет». В этом же году в деревне открылась первая библиотека.

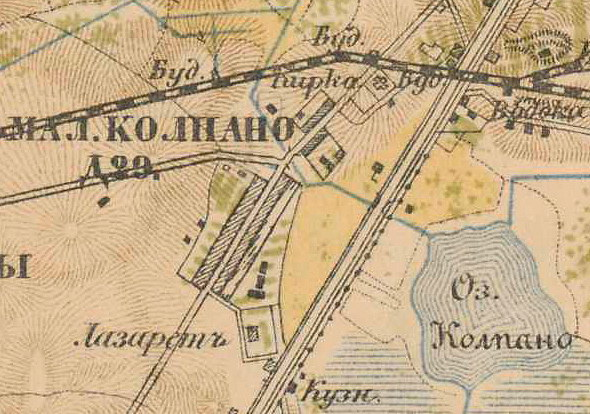
План деревни Малые Колпаны. 1885 год

В 1885 году, согласно карте окрестностей Петербурга, деревня также насчитывала 29 дворов. Сборник же Центрального статистического комитета описывал её так:

МАЛОЕ КОЛПИНО — село бывшее удельное, дворов — 38, жителей — 178; церковь лютеранская, лютеранская семинария, лавка, торжок 20 июня. (1885 год).

Согласно материалам по статистике народного хозяйства Царскосельского уезда 1888 года, одно из имений при селении Малое Колпано площадью 8 десятин принадлежало цеховому мастеру А. А. Войнову, имение было приобретено в 1880 году за 500 рублей, второе имение, площадью 4 десятины, принадлежало мещанам А. и П. П. Куйвоне, имение было приобретено в 1886 году за 161 рубль, третье имение, площадью 8 десятин, принадлежало местному колонисту А. Ф. Флейшману, имение было приобретено в 1885 году за 2000 рублей.
В 1889 году в деревне открылась воскресная школа, содержавшаяся на средства прихожан. Обучение в ней чтению, письму и лютеранскому катехизису вёл пастор Ю. Сааринен:73.
В конце XIX — начале XX века деревня административно относилась к Гатчинской волости 2-го стана Царскосельского уезда Санкт-Петербургской губернии. Население деревни было смешанным — финско-русским.
К 1913 году количество дворов в деревне увеличилось до 43.
Изменение численности населения прихода Колппана (фин. Kolppana) с 1848 по 1917 год:96:
В 1924 году в помещении семинарии было открыто финское педагогическое училище II ступени.
В 1926 году был организован Колпанский финский национальный сельсовет, население которого составляли: финны — 2973, русские — 643, другие нац. меньшинства — 301 человек. Согласно данным переписи населения СССР 1926 года в деревне Малое Колпано Колпанского сельсовета Троцкой волости Троцкого уезда проживали 284 человека, в основном финны, а также русские, эстонцы, литовцы и поляки.

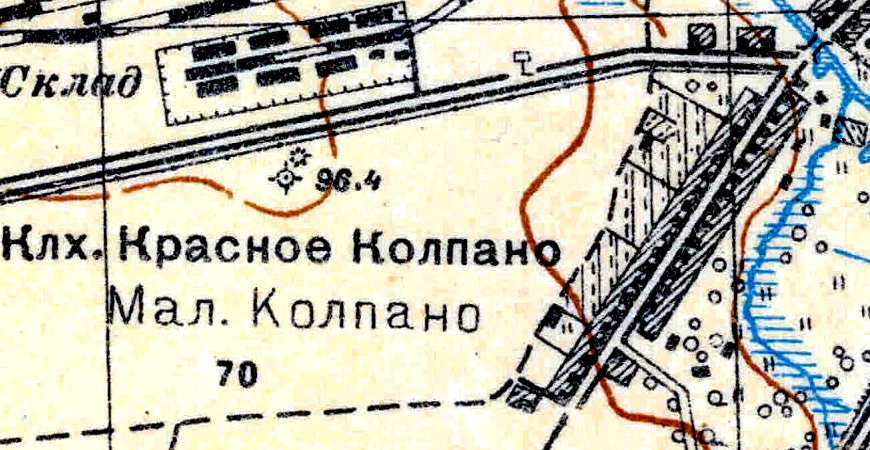
План деревни Малые Колпаны. 1931 год

Согласно топографической карте 1931 года в деревне был организован колхоз «Красное Колпано», деревня насчитывала 70 дворов.
По административным данным 1933 года в Колпанский финский национальный сельсовет Красногвардейского района входили 20 населённых пунктов: деревни Большая Загвоздка, Малая Загвоздка, Большое Замостье, Малое Замостье, Каргози, Большое Колпано, Малое Колпано, Большое Корпиково, Малое Корпиково, Новое Корпиково, Немецкая Колония, Большие Парицы, Малые Парицы, Педлино, Ряккелево, Сализи, Химози; посёлки Ильича, Речной Первый, Солодухино, общей численностью населения 3679 человек. Центром сельсовета был город Красногвардейск.
Весной 1939 года национальный сельсовет был ликвидирован.
Деревня была освобождена от немецко-фашистских оккупантов 26 января 1944 года.
По данным 1966 года деревня Малые Колпаны входила в состав Никольского сельсовета.
По данным 1973 и 1990 годов деревня Малые Колпаны входила в состав Большеколпанского сельсовета.
В 1997 году в деревне проживали 554 человека, в 2002 году — 505 человек (русские — 90%), в 2007 году — 570.

## География
Деревня расположена в северной части района на автодороге 41А-002 (Гатчина — Ополье).
Расстояние до административного центра поселения, деревни Большие Колпаны — 3 км.
Расстояние до ближайшей железнодорожной станции Гатчина-Балтийская — 1,5 км.
Деревня расположена смежно южной границе города Гатчина близ Колпанского озера.
Через деревню протекает река Колпанская.

## Демография
| 1862 | 2007 | 2010 | 2011 | 2012 | 2017 |
| ---- | ---- | ---- | ---- | ---- | ---- |
| 213  | ↗570 | ↘523 | ↘462 | →462 | ↗817 |

### Национальный состав
Согласно данным Всероссийской переписи населения 2021 года в деревне проживали 1490 человек, из них:
 русские — 1298, таджики — 19, белорусы — 11, украинцы — 10, татары — 9, молдаване — 6, чуваши — 5, немцы — 4, цыгане — 4, аварцы — 3, узбеки — 3, ингерманландцы — 3, якуты — 3, армяне — 2, греки — 2, поляки — 2, туркмены — 2, азербайджанцы — 1, евреи — 1, казахи — 1, киргизы — 1, корейцы — 1, удмурты — 1, эстонцы — 1, другие национальности — 41 человек, остальные национальность не указали.

## Инфраструктура
В 2015 году в деревне завершено строительство жилого комплекса «Речной» на 50 000 м2 жилой площади, на границе с Гатчиной.
В деревне планируется создание музея ингерманландских финнов.

## Предприятия и организации
- ЗАО «Гатчинский завод „Авангард“»
- ООО «Эко Пэкэджинг Интернейшнл Компани»
- Гатчинский комбикормовый завод
- Магазин для птицеводов и животноводов
- Автосервис
- Летний загородный школьный лагерь («РИД»)
- АО «СельхозТехника»
- Продовольственные и хозяйственные магазины
- Столовая
- Детский сад № 43

## Фото

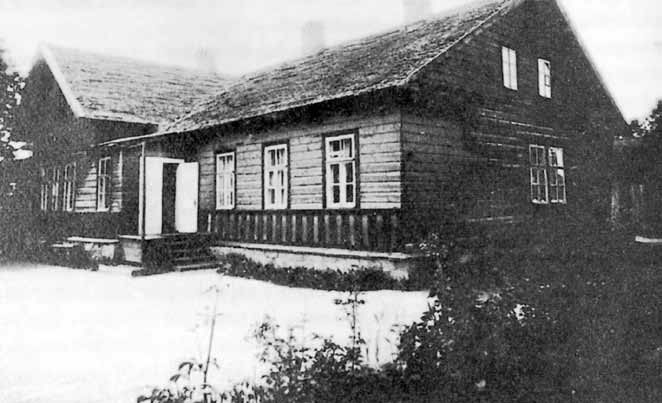
Учительская семинария (старое здание), 1910 год
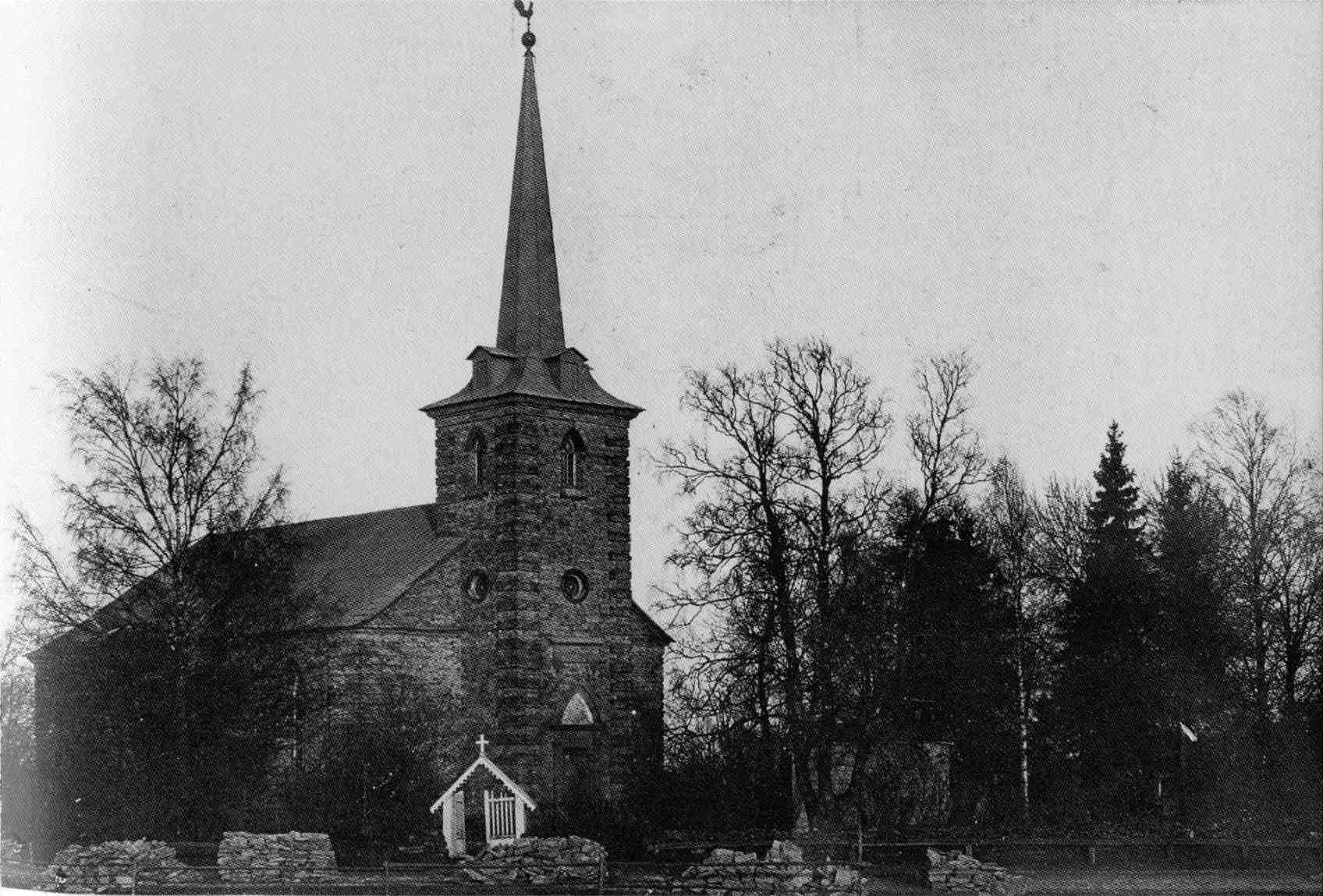
Лютеранская церковь св. Петра, 1911 год
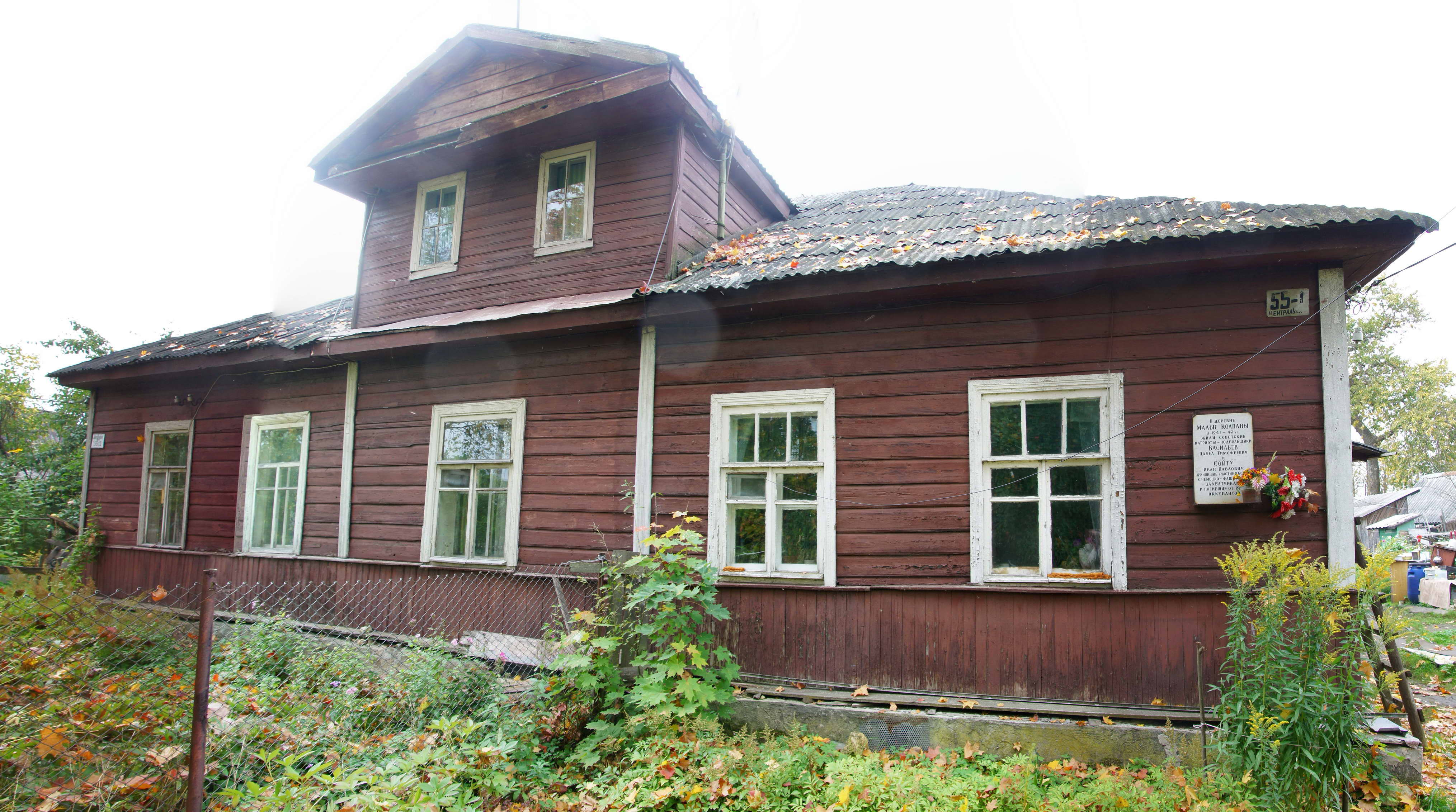
Бывший постоялый двор с мемориальной доской советским патриотам-подпольщикам П. Т. Васильеву и И. П. Сойту, 2013 год
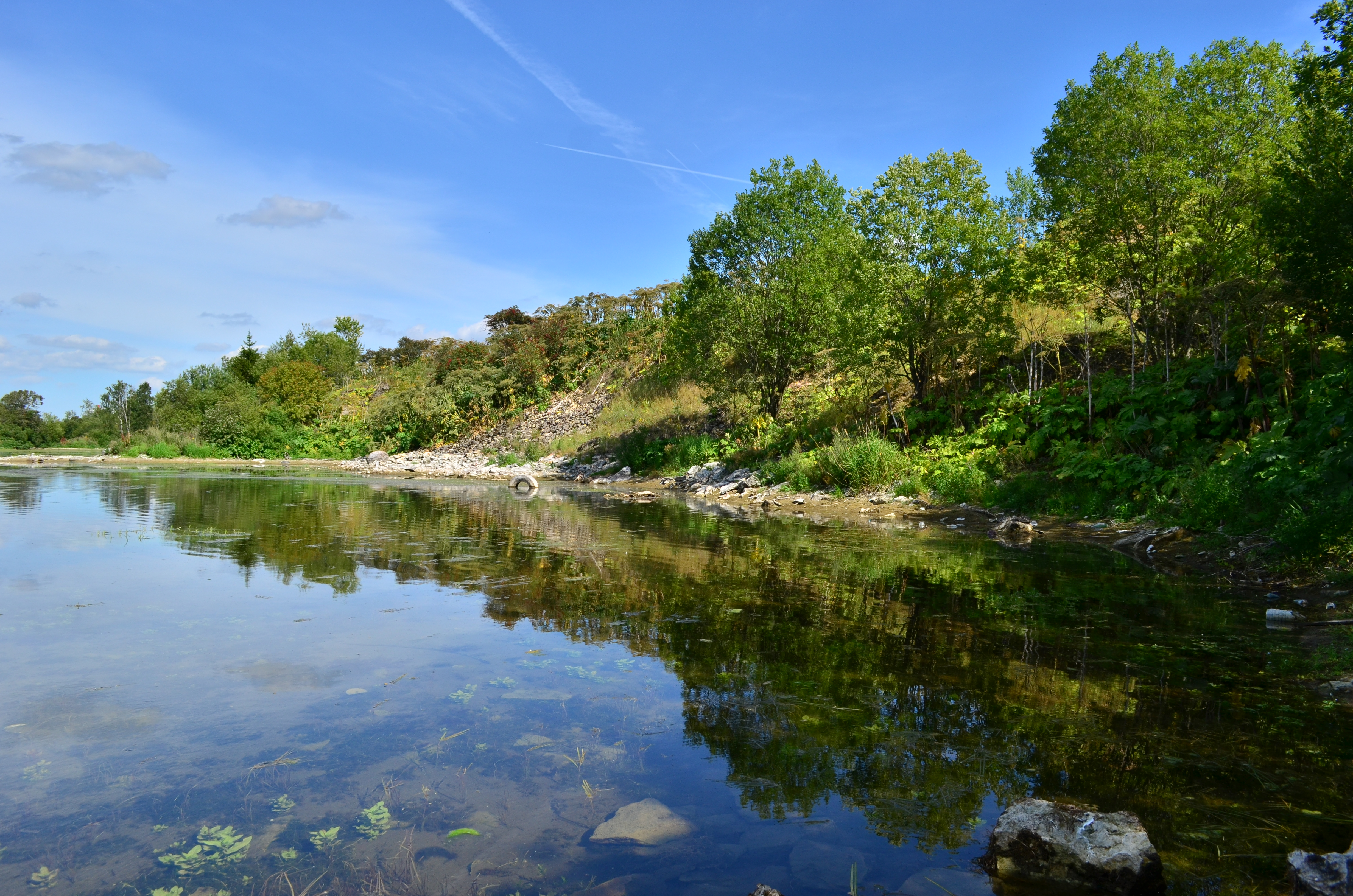
Карьер у деревни Малые Колпаны, 2015 год

## Известные уроженцы
Каргу, Леонид Иванович (17.02.1933—11.03.1995) — профессор, специалист в области систем управления движением ракет и космических аппаратов, автор более 200 научных трудов, и более 100 изобретений.

## Улицы
Западная, Кооперативная, Парицкое шоссе, Речной переулок, микрорайон Речной, Центральная.

## Садоводства
В Малых Колпанах расположено два садоводства: Дружба и Лесное (190 участков), общей площадью 14 га.